# Provinz Nadschran
Nadschran (arabisch نجران, DMG Naǧrān, manchmal auch Nadjran oder Najran; altsüdarabisch ngrn) ist eine Provinz im südwestlichen Saudi-Arabien mit 592.300 Einwohnern (Stand 2022) und einer Fläche von 149.511 Quadratkilometer.
In einer großen Taloase befindet sich die gleichnamige Hauptstadt Nadschran; die zweitgrößte Stadt der Provinz ist Scharura. Die Provinz grenzt an Asir im Westen, an die Provinz Riad im Norden, an die Provinz asch-Scharqiyya im Osten und an den Jemen im Süden. Der Osten der Provinz ist Teil der Wüste Rub al-Chali. Neben der Weidewirtschaft wird in den Oasen Weizen, Hirse und Obst angebaut.
Das Gebiet wird im 7. Jahrhundert v. Chr. erstmals erwähnt. Damals befand es sich unter dem Einfluss der Sabäer von Ma'rib beziehungsweise der anderen südarabischen Reiche. Im 5. und 6. Jahrhundert befand sich hier eine große christliche Gemeinde.
1982 wurde hier die Talsperre Nadschran errichtet.
Gouverneur der Provinz ist Jiluwi bin Abdulaziz.

## Die Christen des Nadschran
Die Christen des Nadschran gehörten zu dem arabischen Stamm der Banu l-Harith ibn Ka'b (auch: Balharith) und waren insbesondere Anhänger des monophysitischen Christentums. Das wohlhabende und fruchtbare Nadschran, durch das zwei wichtige Karawanenrouten führten, wurde zur Zeit des byzantinischen Einflusses in der Region (525–570) zur heiligen Stadt der christlichen Araber. Die persische Eroberung des südlichen Arabiens im Jahre 570 und das Aufkommen des Islam hatten großen Einfluss auf die Region. Mit Mohammed erreichten die Christen im Jahre 631 ein Schutzabkommen, bei dem sie ihre Religion unter Zahlung eines Tributs weiter ausüben durften. Unter dem Kalifat von Umar (633–644) wurden sie aus dem Nadschran vertrieben.

## Massentötung von äthiopischen Flüchtlingen
An der jemenitischen Grenze wurden zwischen März und Juni 2023 mindestens mehrere hundert äthiopische Flüchtlinge getötet, die auf diesem Weg versuchten, nach Saudi-Arabien zu kommen. Dabei wurden auch Explosionswaffen genutzt. Seit 2014 werden Flüchtlinge an der jemenitischen Grenze von der saudischen Grenzpolizei erschossen. Die äthiopischen Flüchtlinge werden vorher von jemenitischen Schmugglern und zum Teil mit Hilfe der Houthis an die saudische Grenze zwischen Jemen und den Provinzen Dschazan, Nadschran und Asir gebracht. Die Flüchtlinge, die die Grenze überschreiten, werden beschossen und mit Steinen und Metallstangen geschlagen. Den Aussagen von überlebenden Flüchtlingen nach werden manche Männer dazu gezwungen, Mädchen zu vergewaltigen und exekutiert, wenn sie dies verweigern.